# Pousada do Convento da Graça
A Pousada do Convento da Graça situa-se no Convento de Nossa Senhora da Graça, em Tavira.
Integra a rede Pousadas de Portugal com a classificação de Pousada Histórica.

## História do edifício
No centro histórico da cidade de Tavira, e destacando-se bem acima da muralha, situa-se o antigo Convento das Eremitas de Santo Agostinho. Este convento, fundado pelo agostinho Pedro de Vila Viçosa em 1542, foi construído onde se situava a Judiaria.

Precocemente, menos de 200 anos depois de ter sido construído, já há relatos da sua entrada em ruínas, particularmente na zona do claustro. Em meados do século XVIII efectua-se a sua recuperação, mantendo o claustro, de concepção renanscentista, a sua estrutura de planta quadrangular adossada à fachada Sul da igreja. O mesmo não se passou com as alas do convento que foram totalmente refeitas por plano do arquitecto algarvio Diogo Tavares de Ataíde num obra iniciado em 1749 e que duraria 20 anos. Nesta mesma obra se inclui a reformulação barroca da fachada principal com dois pisos rasgados e uma torre em cada extremo.
Após a extinção das ordens religiosas em Portugal viria aqui a ser instalada uma unidade militar a partir de 1837 passando o conjunto a constituir o denominado Quartel da Graça que se manteria em funcionamento até 1999 altura em foi entregue à Câmara Municipal de Tavira.
O edifício encontra-se em vias de classificação como Imóvel de Interesse Público, encontrando-se já homologado um parecer de 24 de Janeiro de 1992 nesse sentido.
Os trabalhos de conversão destas instalações em Pousada, sob projecto do arquitecto João Sousa Campos, implicou um investimento de cerca de 11,9 milhões de euros, sendo esta inaugurada em Junho de 2006.

## A Pousada
O projecto de decoração dos interiores esteve a cargo da arquitecta Cristina Sousa Uva, sob inspiração da aproximação Algarve/Marrocos.
A Pousada tem 36 quartos, vários deles com pequenas varandas, dos quais sete são duplos, 24 twin(um com mezanine) e cinco são suites. As suites são chamadas D. Sebastião, Almançor, Santiago, Frei Sam Pedro e Frei João. A suite D. Sebastião é duplex e a suite Almançor tem um terraço e jardim privativo.